# José Ribeiro da Cunha
José Ribeiro da Cunha ComNSC • GCNSC (5 de Dezembro de 1854 – Oeiras, Algés? / Cruz Quebrada - Dafundo? / Linda-a-Velha?, Alto de Santa Catarina, 14 de Maio de 1915) foi um político português.

## Biografia
Conselheiro de Sua Majestade Fidelíssima, 36.º Governador Civil do Distrito do Funchal de 9 de Abril de 1896 a 4 de Fevereiro de 1897, 41.º Governador Civil do Distrito do Funchal de 13 de Junho de 1901 a 18 de Outubro de 1904, 44.º Governador Civil do Distrito do Funchal de 22 de Março de 1906 a 17 de Maio de 1906 e 49.º Governador Civil do Distrito do Funchal de 27 de Junho de 1910 a 5 de Outubro de 1910, cargo do qual foi demitido aquando da Implantação da República Portuguesa.
Foi morto durante a Revolta de 14 de Maio de 1915, vitimado pelos estilhaços duma granada que entrou na sua residência no Alto de Santa Catarina.
Foi Comendador e Grã-Cruz da Ordem de Nossa Senhora da Conceição de Vila Viçosa, ambos em 1901.

## Família
Filho de José Ribeiro da Cunha (Lisboa, Madalena, 10 de Março de 1805 - 20 de Setembro de 1883), proprietário, e de sua mulher Maria Carlota de Paiva (? - 5 de Abril de 1912).
Casou a 10 de Novembro de 1881 com Josefina de Ornelas e Vasconcelos de Castelbranco Manoel (Funchal, Sé, 10 de Novembro de 1864 - Lisboa, 24 de Maio de 1919), filha de Pedro de Castelbranco Manoel, 2.º Barão de São Pedro, e de sua mulher Josefina de Ornelas e Vasconcelos, com geração.